# Привалов, Александр Васильевич
Александр Васильевич Привалов (6 августа 1933, Пятница, Московская область — 19 мая 2021, Москва) — советский биатлонист и тренер по биатлону, пятикратный чемпион СССР в гонке на 20 км (1960, 1961, 1964, 1965) и в эстафете (1966), двукратный призёр чемпионата мира в гонке на 20 км (1961) и командном зачёте (1961), двукратный призёр Олимпийских игр в гонке на 20 км (1960, 1964). Заслуженный мастер спорта СССР (1964). Заслуженный тренер СССР (1968). Заслуженный работник физической культуры Российской Федерации (1994).

## Биография
Родился 6 августа 1933 года в деревне Пятница Солнечногорского района Московской области.
По окончании школы переехал в Москву, где начал заниматься лыжным спортом у Николая Кузнецова. В 1957 году стал чемпионом Москвы в гонке на 30 км, в том же году получил звание Мастер спорта СССР. Представлял общество «Пищевик» (Москва).
В 1958 году перешёл в биатлон и продолжил тренироваться под руководством Василия Смирнова. В составе сборной страны дебютировал в 1959 году на чемпионате мира в Курмайёре, где занял 11-е место.
В 1960 году на Олимпиаде в Скво-Вэлли, где впервые в программу был включён биатлон, Александр Привалов был близок к победе, но на последней стрельбе из положения стоя допустил 3 промаха и стал бронзовым призёром.
В 1961 году на чемпионате мира в Умео выиграл серебряные награды в индивидуальной гонке на 20 км и в командном зачёте.
В 1964 году на Олимпийских играх в Инсбруке уступил лишь товарищу по сборной СССР Владимиру Меланьину и завоевал серебряную медаль.
В 1966 году окончил ГЦОЛИФК и завершил свою спортивную карьеру.
С 1966 по 1991 год был старшим и главным тренером мужской сборной СССР. Руководил командой на зимних Олимпийских играх 1968, 1972, 1976, 1980, 1988. На зимних Олимпийских играх в Лиллехаммере (1994) — старший тренер женской сборной России. В 1994—1998 годах занимался тренерской деятельностью в Польше.
С 2018 года возглавлял ветеранский совет московской городской организации ВФСО «Динамо».
Скончался 19 мая 2021 года в Москве. Похоронен на Востряковском кладбище.

## Награды
Ордена
- 2 ордена «Знак Почёта» (3.3.1972; 15.6.1988)
- Орден Трудового Красного Знамени (1976)
- Орден Дружбы народов (9.4.1980)[4]

Медали
- Медаль «За трудовую доблесть» (16.09.1960) — за успешные выступления в XVII летних и VIII зимних Олимпийских играх 1960 года, а также за выдающиеся спортивные достижения[5]
- Медаль «За трудовую доблесть» (8.8.1968)
- Золотая медаль Международной федерации современного пятиборья и биатлона (1982)

Почётные знаки
- Знак «Отличник физической культуры и спорта» (1971)
- Почётный знак «За заслуги в развитии физической культуры и спорта» (1983)
- Знак «Почётный динамовец» (1984)